# Rowan Williams
Rowan Douglas Williams, barón Williams de Oystermouth (n. Swansea, Gales, 14 de junio de 1950) es un obispo, poeta y teólogo anglicano. Fue el 104.° arzobispo de Canterbury, metropolitano de la Provincia de Canterbury, primado de la Iglesia de Inglaterra y líder espiritual de la Comunión anglicana entre diciembre de 2002 y diciembre de 2012. Previamente había sido obispo de Monmouth y arzobispo de Gales, lo que lo hace el primer arzobispo de Canterbury de los tiempos modernos en no haber sido nombrado desde el interior de la Iglesia de Inglaterra. Pasó la mayor parte de los inicios de su carrera como profesor en las universidades de Cambridge y de Oxford sucesivamente. Aparte del galés habla o lee otras nueve lenguas.

## Biografía
Williams nació en el seno de una familia de habla galesa el 14 de junio de 1950 en Ystradgynlais, Swansea, Gales. Fue el hijo único de Aneurin Williams y Delphine ("Del", "Nancy") née Morris - presbiterianos convertidos en anglicanos en 1961. En 1981 se casó con la también teóloga Jane Paul, y es padre de dos hijos, Rhiannon y Pip.
Se educó en la escuela estatal Dynevor School en Swansea. Estudió teología en el Christ's College de la Universidad de Cambridge y se doctoró en el Wadham College de la Universidad de Oxford en 1975. Durante dos años ejerció como profesor en el Colegio de la Resurrección, un instituto de enseñanza teológica de la Iglesia de Inglaterra; regresa a Oxford como profesor y es ordenado diácono, y sacerdote un año después, pero sin ejercer como párroco. En Oxford emprende una carrera académica y pastoral y se convierte en uno de los teólogos más importantes de su iglesia.
Williams dio conferencias en el College of the Resurrection, en Mirfield, West Yorkshire, durante dos años. En 1977 regresó a Cambridge para enseñar teología, primero en Westcott House, siendo ordenado diácono en la Catedral de Ely ese año y sacerdote en 1978.
El 1 de mayo de 1992 es consagrado obispo de Monmouth (fue elegido el 5 de diciembre de 1991) y el 26 de febrero de 2000 es entronizado como arzobispo de Gales (fue elegido en diciembre de 1999). En 2002 es elegido como centésimo cuarto (104.º) arzobispo de Canterbury y por lo tanto primado de Inglaterra y líder espiritual de la Comunión anglicana mundial; es el primer no inglés en acceder al cargo después de la reforma en Inglaterra. Fue entronizado el 27 de febrero de 2003.
Williams renunció como arzobispo de Canterbury el 31 de diciembre de 2012 y se convirtió en Rector del Magdalene College de la Universidad de Cambridge en enero de 2013. Justin Welby fue nombrado su sucesor como arzobispo de Canterbury el 9 de noviembre de 2012 y entronizado en marzo de 2013.
El 26 de diciembre de 2012, el 10 de Downing Street anunció que Williams sería hecho par vitalicio. Su título, barón Williams de Oystermouth, fue creado el 8 de enero y publicado el 11 de enero de 2013. Williams fue presentado en la Cámara de los Lores el 15 de enero de 2013.
Williams ha publicado decenas de trabajos sobre teología y un libro de poemas.

## Ecumenismo

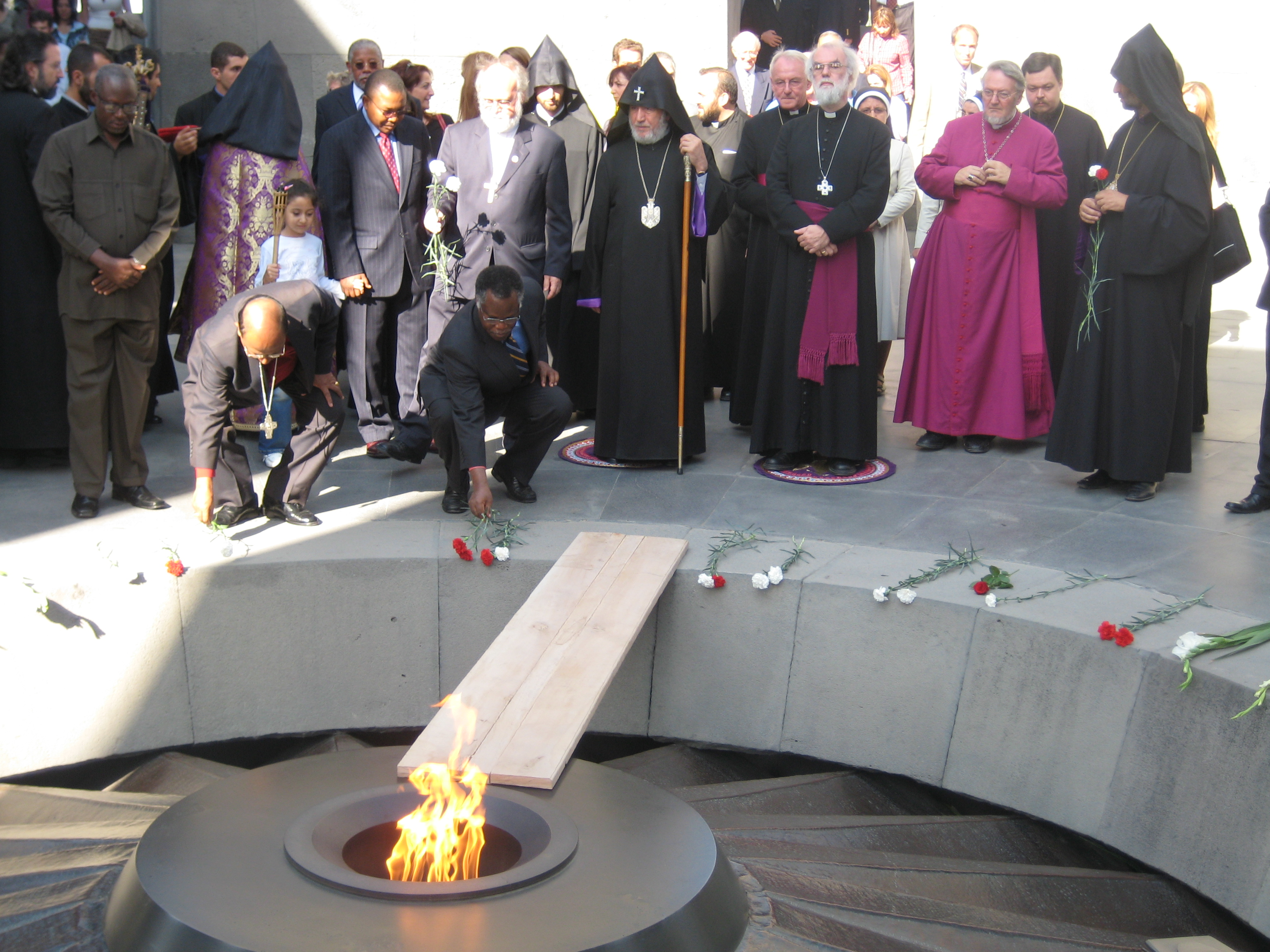
Williams y el catholicós de Armenia, Karekin II, ante el monumento al genocidio armenio en Ereván en ceremonia de iluminación de antorchas para las víctimas del genocidio de Darfur. Ambos de pie en ropas púrpuras.

Su visión ecuménica lo llevó a honrar a la Virgen María en su advocación de Nuestra Señora de Lourdes, al peregrinar en calidad de arzobispo de Canterbury y primado de la Comunión anglicana al Santuario de Lourdes y predicar ante 20 000 personas en la Eucaristía Internacional el 24 de septiembre de 2008, siendo el Cardenal Kasper, del Pontificio Consejo para la Promoción de la Unidad Cristiana el celebrante.
Este hecho fue considerado muy auspicioso en orden a la unidad de los cristianos y fue seguido por la visita histórica del papa Benedicto XVI al primado anglicano el 17 de septiembre de 2010, en ocasión del 50 aniversario del primer encuentro de un papa y un arzobispo de Canterbury en los tiempos modernos, el de Juan XXIII y el arzobispo Geoffrey Fisher, en diciembre de 1960. A ello siguió el recibimiento de Benedicto XVI a Rowan Williams en la Ciudad del Vaticano el 18 de noviembre de 2010, poco después de que cinco obispos anglicanos anunciaran su pase a la Iglesia católica, aprovechando el nuevo ordinariato creado para tal fin por la Santa Sede.
El papa Benedicto XVI y Rowan Williams oraron juntos en dicha ocasión. En declaraciones a Radio Vaticano, el primado de la Comunión anglicana se refirió al viaje de Benedicto XVI a Inglaterra, del que dijo que había dado ya "frutos ecuménicos", señalando que muchas personas le dijeron que la estancia del pontífice confirmó en la fe a los cristianos británicos.
Williams hizo su tesis doctoral sobre Vladimir Lossky, un prominente teólogo ruso ortodoxo de la primera mitad del siglo XX. Actualmente es santo patrono de la Hermandad de San Albán y San Sergio, un foro ecuménico para cristianos ortodoxos y occidentales (principalmente anglicanos). Ha expresado sus simpatías con la ortodoxia en conferencias y escritos desde entonces.
Williams ha escrito sobre santa Teresa de Ávila, una mística española católica. Cuando murió el papa Juan Pablo II, aceptó la invitación a asistir a su funeral, siendo así el primer arzobispo de Canterbury en asistir al funeral de un papa desde el cisma del rey Enrique VIII. También asistió a la posesión papal de Benedicto XVI. Durante la visita al Reino Unido de Benedicto XVI en septiembre de 2010, ambos dieron un servicio juntos en la abadía de Westminster.
En abril de 2010 Williams dijo que la Iglesia católica irlandesa había perdido "toda credibilidad" debido a su pobre manejo del escándalo de sacerdotes pedófilos. Dijo que el escándalo por el abuso sexual de niños en la Iglesia católica irlandesa había sido un "trauma colosal" para Irlanda en particular. Los señalamientos de Williams fueron condenados por el segundo mayor obispo católico de Irlanda, el arzobispo de Dublín, Diarmuid Martin, quien dijo que "Quienes trabajan por la renovación de la Iglesia católica en Irlanda no necesitaban este comentario en este fin de semana de pascua y no lo merecen." Los señalamientos de Williams también fueron criticados por obispos anglicanos.

## Condecoraciones y honores
- Par vitalicio, 8 de enero de 2013
- Real Cadena Victoriana, 2012
- Capellán de la Venerable Orden de San Juan, 1999
- Miembro del Consejo Privado del Reino Unido, 2002.
- Miembro de la Academia Británica, 1990
- Miembro de la Royal Society of Literature, 2003
- Miembro de la Sociedad Científica de Gales, 2010